# André 3000
André Lauren Benjamin (født 27. maj 1975 i Atlanta), bedre kendt som André 3000, er en amerikansk rapper og skuespiller. Han er også den ene halvdel af gruppen OutKast.
Han har medvirket i en række tv-serier og film, herunder tv-serien Families og The Shield, Be Cool, Revolver, Semi-Pro, Four Brothers og hovedrollen som Jimi Hendrix i All Is by My Side.